# ND Stevenson
Nate Diana Stevenson, o simplemente ND Stevenson (Columbia, Carolina del Sur, 31 de diciembre de 1991) es un ilustrador, artista y escritor de cómics estadounidense. Ha ganado el premio Eisner y fue finalista del premio Andre Norton por la novela gráfica de fantasía Nimona y la saga Leñadoras. Además ha sido productor ejecutivo de la serie de animación She-Ra and the Princesses of Power.

## Biografía
Stevenson está casado con la autora de novelas gráficas Molly Knox Ostertag desde septiembre de 2019. Empezaron a trabajar juntos en She-Ra and the Princesses of Power al mismo tiempo de comenzar la relación. Desde el inicio, Ostertag fue clave en la concepción del  programa y estuvo detrás de uno de los mayores giros de trama de la última temporada.
En julio de 2020, Stevenson anunció que era "no binario, o algo parecido" y comenzó a utilizar cualquier pronombre personal, aunque luego decidió solo usar pronombres masculinos. En noviembre de 2020, Stevenson publicó una novela gráfica sobre la cirugía a la que se sometió. El 31 de marzo de 2021, Día Internacional de la Visibilidad Transgénero, Stevenson declaró que es transmasculino y bigénero.
El 11 de octubre de 2020, National Coming Out Day, Stevenson escribió e ilustró la historia de su salida del armario para Oprah Magazine. Allí, describió su viaje de aceptación de sí mismo y su "batalla contra el esencialismo de género de su educación evangélica", y declaró que desde los 23 años se había convertido en ateo.
En una entrevista realizada en agosto de 2020, Stevenson señaló que tenía un trastorno bipolar. En febrero de 2021, señaló en otra entrevista que era hiperactivo y con déficit de atención y cómo esto impactó sobre su trabajo y su vida durante la pandemia del COVID-19.
En agosto de 2021, Stevenson cambió su nombre a ND, como reflejan las publicaciones CBR, Out Magazine, ComicsBeat, Xtra Magazine, y Bleeding Cool. En octubre de 2021, Stevenson declaró que “cada vez era más consciente de la necesidad práctica de tener un nombre nuevo y menos identificado con un género". El 30 día de junio de 2022, Stevenson publicó un cómic en el que declaró "escoger un nombre masculino y pronombres masculinos, sin ser enteramente un hombre", y usar sólo "él" como pronombre.

## Educación
Stevenson asistió al Maryland Institute College of Art. Durante su tercer año creó a Nimona, personaje que pronto se volvió muy popular, como parte de una tarea para una de sus clases. Esta historia de aventuras fue su tesis de grado en 2012.

## Carrera
Stevenson cobró notoriedad primero como artista de fanart, bajo el nombre "gingerhaze" en tumblr, reinterpretando personajes del Señor de los Anillos como hipsters. En 2013 ilustró la portada de la novela Fangirl, de Rainbow Rowell. Stevenson es cocreador y coescritor (#1-17) de la serie de cómics Lumberjanes (traducida al español como Leñadoras), la cual obtuvo los premios Eisner de Mejor Serie Nueva y Mejor Publicación para Adolescentes en 2015. 20th Century Fox tiene los derechos para producir la película.
Stevenson comenzó a autopublicar semanalmente su webcómic Nimona en 2012 y tres años después se publicó como novela gráfica bajo el sello de HarperCollins, en Estados Unidos.[cita requerida] En 2015 el libro fue finalista del Premio Nacional del Libro y en 2016 ganó el premio Eisner de Mejor Reimpresión de Novela Gráfica. 20th Century Fox Animation compró los derechos para adaptar la historia a la pantalla.
Desde 2015 trabaja como escritor para Marvel Comics, con Thor Annual y Runaways. También, es parte del equipo de escritores de la serie animada de Disney Galaxia Wander.
En 2016 firmó un contrato con DreamWorks Animation para producir y dirigir la serie de dibujos animados She-Ra and the Princesses of Power, basada en la obra original de 1985. La primera temporada fue estrenada a nivel mundial en Netflix el 13 de noviembre de 2018.

## Obra
- 2016, Nimona. Océano Travesía (novela gráfica).
- 2016, Leñadoras v. 1 (con Brooke A. Allen, Grace Ellis y Shannon Watters).
- 2016, Runaways Secret Wars Crossover #1-4 (serie limitada de cuatro títulos, con Sanford Greene).
- 2018-2020 "She-Ra and the Princesses of Power" (serie de Netflix)